# Stenosarina oregonae
Stenosarina oregonae är en armfotingsart som beskrevs av Cooper 1977. Stenosarina oregonae ingår i släktet Stenosarina och familjen Terebratulidae. Inga underarter finns listade i Catalogue of Life.